# 雄州之战
雄州之战，是辽军于995年4月针对宋军将领屠杀俘虏而进行的报复性进攻。此次战役史料记载极少，并且没有任何双方战术层面上的记载。该战役最终以宋军获胜而告终。

## 战役背景
993年，西上阁门使何承矩被派往沧州為知州事，第二年徙往位于宋辽边界的雄州為知州事。在当地，何承矩与百姓和部下同甘共苦，有来通报敌情的百姓，则直接让部下回避，自己亲自款待接见，于是辽军在附近全部的动向他都清楚。
995年春天，宋军在府州击败并俘虏了一批辽军部队，何承矩拉来其中的一部分俘虏，当着雄州百姓的面杀掉，借此来宣扬自己讨辽的决心。有人把这个消息传了出去，得知消息之后，对自己的士兵被杀感到非常愤怒辽军，在当年刚刚入夏的时候，辽军发动了这次战役，作为对何承矩的所作所为的一次报复。

## 双方准备

### 辽
辽军方面，没有明确记载主要将领，只是提到了一名被俘将领属于辽军的铁林军。

### 宋
宋军方面，主要是雄州本地的守城部队，由何承矩率领。

## 战役经过
995年4月，契丹铁林军数千人夜袭雄州城，大声击鼓并对城门纵火。何承矩直接率兵冲出城，双方对攻到天亮，辽军损伤惨重，战斗中宋军抓到了铁林军的一个高级将领（也有说将该铁林军将领阵斩的），群龙无首的辽军随即退走。

## 战役影响
此役过后，赵光义认为是何承矩自己草率行事才招来的辽军，于是把何承矩和耀州观察使、知沧州事安守忠两个人的职位互换。而户部员外郎魏廷式在前往河北地区考察之后，返回朝廷上报了该战的捷报。赵光义派遣内侍刘勍核查情况之后，奖赏了参与雄州之战的所有有功之人。
但是看起来这场战役对整体战局的影响意义并不大，原因在于历来以对宋初史实记载详实著称的《续资治通鉴长编》对该战役只字未提，而《续资治通鉴》也仅仅是“知州何承矩击走之”这样一句。此后四年的时间内，宋辽边境又重新归于平静，没有任何大型战事的发生。